# Émilie Dequenne
Émilie Dequenne, née le 29 août 1981 à Belœil, en Belgique, et morte le 16 mars 2025 à Villejuif en France, est une actrice belge.
Elle est révélée en 1999 par le drame Rosetta, réalisé par les frères Dardenne, qui lui vaut le prix d'interprétation féminine, tandis que le long-métrage reçoit la Palme d'or.
Elle joue dans la grosse production Le Pacte des loups (2001), puis partage l'affiche de la comédie Une femme de ménage (2002) avec Jean-Pierre Bacri.
Les années suivantes, elle revient sur les thèmes de société comme tête d'affiche des drames sociaux La Fille du RER (2009), À perdre la raison (2012), Pas son genre (2014), Chez nous et Les Hommes du feu (2017).
Elle est la lauréate de quatre Magritte du cinéma, dont trois dans la catégorie de la meilleure actrice. Elle reçoit le César de la meilleure actrice dans un second rôle en 2021 pour son rôle dans Les choses qu'on dit, les choses qu'on fait.

## Biographie

### Famille
Émilie Odette Ghislaine Dequenne est la fille de Brigitte et Daniel Dequenne. Elle a deux sœurs prénommées Audrey et Adeline.

### Premiers pas artistiques et révélation (1989-1999)
En 1989, Émilie Dequenne intègre l'académie de musique de Baudour et suit des cours de diction et de déclamation à l'initiative de sa mère. Ses parents lui donnent le goût du théâtre en l'emmenant voir des pièces de Georges Feydeau. En 1993, à l'âge de 12 ans, elle étudie à l'atelier théâtral de l'académie et rejoint la troupe de théâtre amateur La Relève de Ladeuze.
Émilie Dequenne termine ses humanités en 1998. La même année, au mois de mai, elle remporte le prix de la ville au tournoi d'éloquence du club Richelieu de Mons-Borinage. Elle passe des auditions. Elle est choisie parmi deux mille photos et deux cents candidates pour jouer dans le film des frères Dardenne Rosetta le personnage titre ;  durant l'un des trois essais, les Dardenne lui demandent de jouer une vendeuse de gaufres. Elle obtient le rôle, son tout premier ; elle a 17 ans. Elle remporte le prix d'interprétation féminine au Festival de Cannes 1999,. Lors de la cérémonie de remise, la jeune actrice dédie son prix à sa tante qui avait repéré l'annonce de l’audition pour Rosetta dans le journal,,.

### Diversification (années 2000)
En 2001, elle est confirmée en participant à une production importante, Le Pacte des loups, réalisée par Christophe Gans, aux côtés de Vincent Cassel, Samuel Le Bihan ou encore Jean Yanne. Elle remporte le prix de l'espoir féminin au Festival du film de Cabourg la même année. Elle s'essaie à l'humour en secondant Yves Lavandier pour la comédie Oui, mais…, qui passe inaperçue.

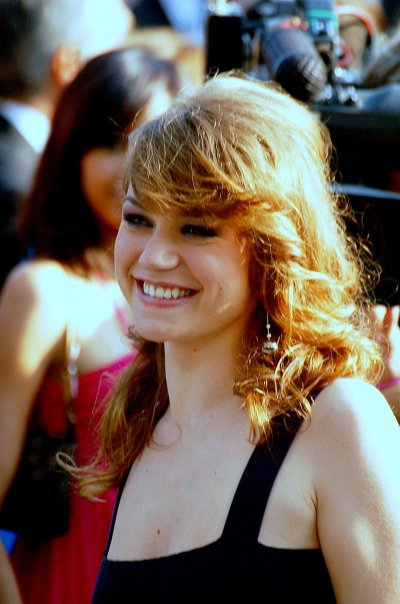
Émilie Dequenne au Festival de Cannes 2007 pour la présentation de Écoute le temps.

En 2002, elle inspire une chanson au groupe belge Sttellla : En week-end avec Émilie Dequenne. Mais la même année, elle revient au drame social en partageant l'affiche de la comédie Une femme de ménage, de Claude Berri, avec Jean-Pierre Bacri. Puis en 2003, elle joue aux côtés de Jane Birkin dans la comédie dramatique Mariées mais pas trop, de Catherine Corsini.
L'année 2004 est marquée par la sortie de trois projets : un second rôle dans la comédie L'Américain, de Patrick Timsit, puis elle seconde Grégori Derangère, Philippe Torreton et Sandrine Bonnaire dans le drame L'Équipier, de Philippe Lioret. Elle fait partie de la distribution de la coproduction internationale Le Pont du roi Saint-Louis, portée par Robert De Niro. Enfin, elle participe à la série à succès Kaamelott en jouant le rôle-titre de l'épisode Le Chevalier Femme.
Trois nouveaux films avec Émilie Dequenne sortent en 2005 : la comédie dramatique Avant qu'il ne soit trop tard, de Laurent Dussaux, le drame historique La Ravisseuse avec Isild Le Besco, le film québécois, Les États-Unis d'Albert, d'André Forcier, où elle incarne une féministe mormone.
En 2006, elle tient un second rôle dans l'adaptation Le Grand Meaulnes, portée par Nicolas Duvauchelle et Jean-Baptiste Maunier. Elle porte également, avec Sandrine Kiberlain et Denis Podalydès, la comédie dramatique La Vie d'artiste, de Marc Fitoussi. L'année suivante, elle est la tête d'affiche du thriller fantastique Écoute le temps, d'Alanté Kavaïté.
En 2008, elle fait partie du jury du 49e Festival international du film de Thessalonique, avec notamment Diablo Cody, sous la présidence de Michael Ondaatje.
L'année 2009 la voit partager l'affiche de la coproduction internationale J'ai oublié de te dire…, avec Omar Sharif. Mais surtout, elle impressionne dans le rôle-titre du drame La Fille du RER, d'André Téchiné, face à Catherine Deneuve.

### Confirmation (années 2010 et 2020)

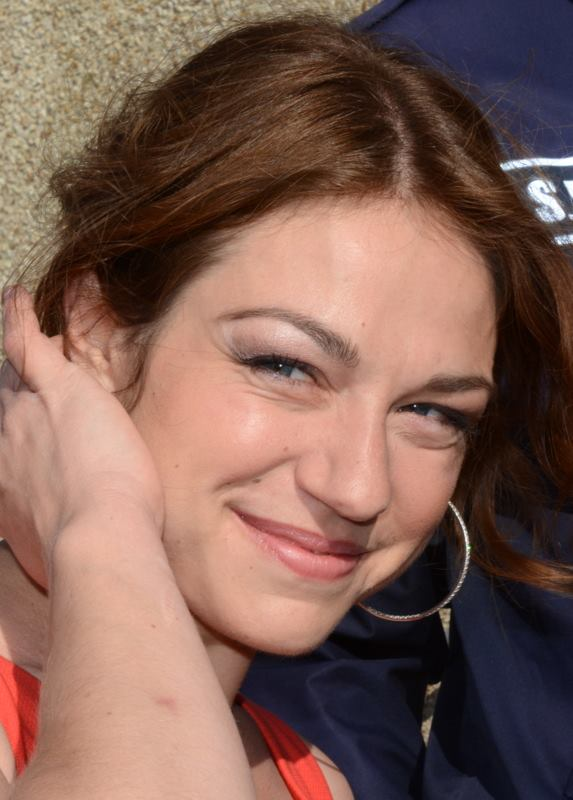
Émilie Dequenne au Festival du film de Cabourg 2014 pour la présentation du multi-récompensé Pas son genre.

En 2010, Émilie Dequenne joue dans le film d'horreur franco-belge La Meute, porté par Yolande Moreau. Elle tient ensuite les premiers rôles de deux téléfilms : Obsession(s), qui marque ses retrouvailles avec Samuel Le Bihan (2010), Mystère au Moulin-Rouge, où elle s'essaie à la romance et donne la réplique à Grégory Fitoussi (2011).
Lors du Festival de Cannes 2012, elle remporte le prix d'interprétation féminine dans la catégorie Un certain regard pour son rôle dans À perdre la raison, film de Joachim Lafosse relatant le drame d'une femme qui a tué ses quatre enfants. Elle seconde ensuite Michaël Youn dans le thriller La Traversée, de Jérôme Cornuau.
En 2013, elle apparaît dans le thriller Möbius, d'Éric Rochant avec Jean Dujardin et Cécile de France, et en 2014, elle fait partie de la distribution chorale de la comédie dramatique Divin Enfant, d'Olivier Doran. Enfin, elle tient le premier rôle féminin de la comédie dramatique Pas son genre, de Lucas Belvaux, face à Loïc Corbery.
En 2015, elle partage l'affiche du drame Par accident de Camille Fontaine avec Hafsia Herzi. À la télévision, elle porte le téléfilm policier Souviens-toi, mis en scène par Philippe Venault. L'année suivante, elle joue le rôle-titre de la comédie dramatique Maman a tort, pour lequel elle retrouve Marc Fitoussi.
L'année 2017 la voit retrouver également Lucas Belvaux, pour le premier rôle du drame politique Chez nous. Elle est aussi dirigée par Pierre Jolivet pour le drame Les Hommes du feu, où elle incarne une pompière, auprès de Roschdy Zem. Elle fait en outre partie de la distribution réunie par Albert Dupontel pour sa comédie noire acclamée Au revoir là-haut. Enfin, elle joue le drame La Consolation, téléfilm réalisé par Magaly Richard-Serrano.
Du 21 au 26 octobre 2019 le Centre Wallonie-Bruxelles à Paris lui consacre une rétrospective Pleins feux sur Émilie Dequenne pour ses vingt ans de carrière au cinéma. Sept films dans lesquels Émilie joue sont projetés, et elle choisit quatre films qu'elle a envie de partager avec le public : Au nom du père, Requiem for a Dream, Les Griffes de la nuit, La colline a des yeux.
Elle reçoit le César de la meilleure actrice dans un second rôle en 2021 pour son rôle dans Les choses qu'on dit, les choses qu'on fait, après quatre nominations dans les catégories meilleur espoir féminin, meilleure actrice dans un second rôle et meilleure actrice.
En mai 2024, elle présente son dernier film Survivre au Festival de Cannes et fête les vingt-cinq ans de son premier film Rosetta.

### Engagements
Comme trois cents autres artistes, en mars 2023, Émilie Dequenne apporte un appui au mouvement contre le projet sur les retraites en France, en signant une pétition s'adressant au chef de l’État pour demander le retrait immédiat du projet, considéré « injuste, inefficace, touchant plus durement les plus précaires et les femmes », en plus d'être rejeté « par l'immense majorité de la population, et même minoritaire à l'Assemblée nationale ». Le texte met en avant le devoir de solidarité face à une réforme qui « va frapper plus durement ceux qui exercent les métiers les plus difficiles ».

### Vie privée
Le 17 juillet 2002, Émilie Dequenne donne naissance en Belgique à sa fille unique, Milla Savarese (également actrice et artiste), dont le père est son compagnon de 1999 à 2005, le DJ Alexandre Savarese.
À partir de 2008, elle vit en couple avec l'acteur français Michel Ferracci, qu'elle épouse le 11 octobre 2014 à la mairie du 10e arrondissement de Paris,.

### Fin de vie
En août 2023, Émilie Dequenne est contrainte de quitter le tournage de La vie devant nous d'Olivier Meys au bout d'une semaine pour subir une opération en urgence
,
. Elle est atteinte d'un cancer rare, le  corticosurrénalome. Elle communique elle-même dans la presse et sur les réseaux sociaux sur l'évolution de son état de santé jusqu'en décembre 2024. Son cancer de la glande surrénale est très rare puisque, chaque année, environ une ou deux personnes sur un million en sont atteintes. Le 4 avril 2024, elle est en rémission complète, mais reste sous très haute surveillance et en traitement au centre régional de lutte contre le cancer Gustave-Roussy.
En mai 2024, Émilie Dequenne tourne dans l'épisode La Septième Danse dans la série Capitaine Marleau réalisée par Josée Dayan. Face à Corinne Masiero, elle interprète Véronique, une prof de danse, rôle pour lequel elle prend des cours
.

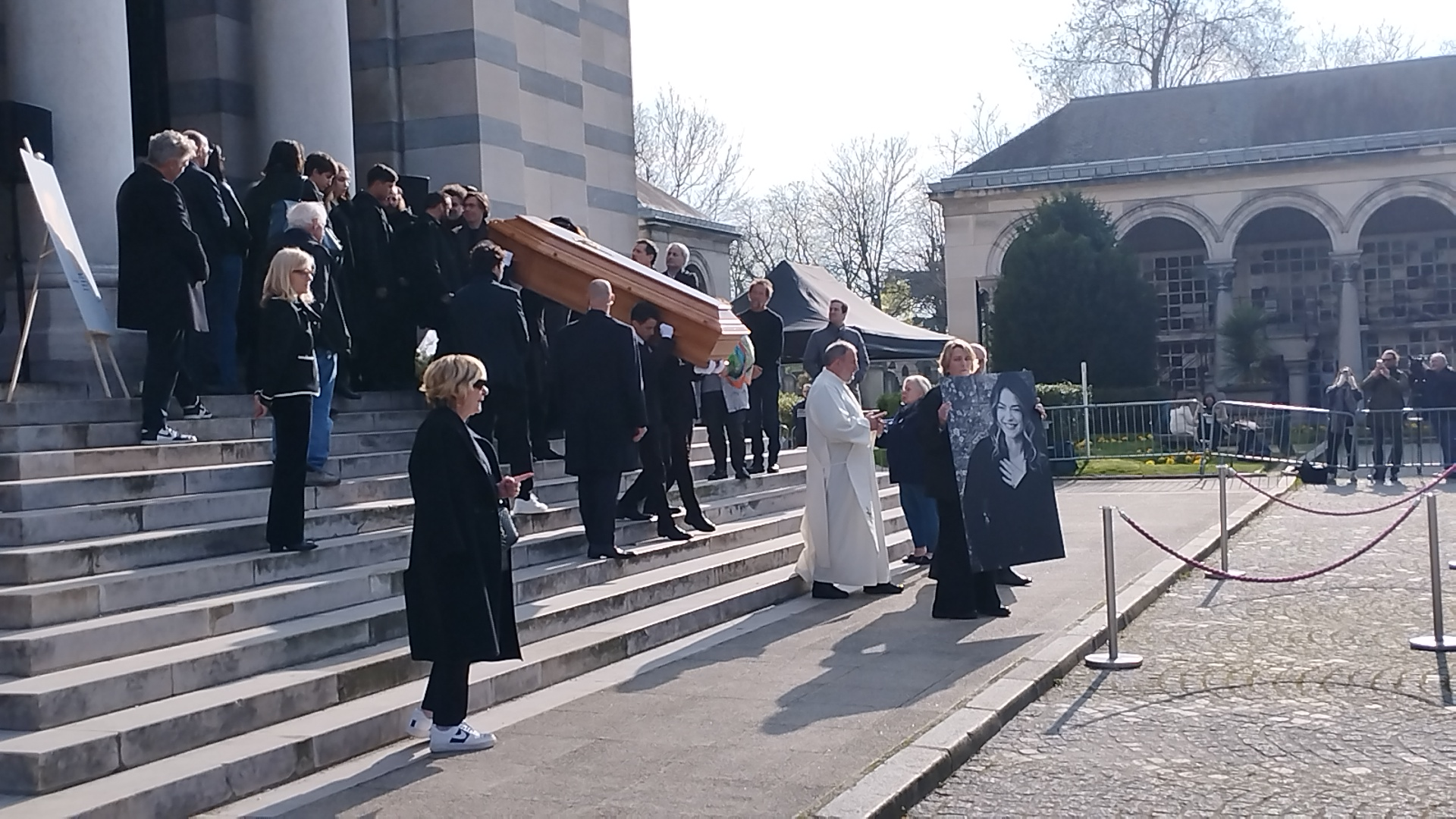
Les obsèques d'Émilie Dequenne se tiennent au crématorium du Père-Lachaise le 26 mars 2025, où elle est crématisée. Ses cendres sont ensuite remises à la famille.

Début décembre 2024, le cancer récidive. L'actrice est remplacée sur un tournage à la suite de la rechute, sans avoir été consultée ; sa carrière est à l'arrêt.
Le 16 mars 2025, elle meurt des suites du cancer à l'hôpital Gustave-Roussy de Villejuif, à l'âge de 43 ans. Les obsèques de l'actrice ont lieu dix jours plus tard au crématorium du Père-Lachaise à Paris en la présence d'une centaine de personnes dont plusieurs personnalités du monde du spectacle. La famille de l'actrice indique de ne pas apporter de fleurs ni de couronne mais de préférer un don au centre Gustave-Roussy, comme l'avait demandé Émilie Dequenne.

### Hommages
De nombreuses personnalités, aussi bien du monde du cinéma que des personnalités politiques du moment, rendent hommage à l'actrice belge,,. La ministre-présidente de la fédération Wallonie-Bruxelles et la ministre de la Culture Élisabeth Degryse déclare notamment : « Émilie Dequenne a profondément marqué le cinéma, en Belgique et bien au-delà de nos frontières. »
La ministre française de la Culture, Rachida Dati, déplore que « le cinéma francophone a[it] perdu trop tôt une actrice de talent qui avait encore tant à offrir ».
Danielle Gain, son agente depuis 1999, déclare notamment : « Jusqu’à il y a trois semaines, Émilie a cru qu’elle pourrait guérir. On était tous dans l’idée qu’elle s’en sortirait. Et puis, la dernière chimiothérapie n’a pas fonctionné, l’immunothérapie non plus. Elle a été incroyablement courageuse. Quand, au printemps 2024, le médecin lui a annoncé une rémission totale, elle était follement heureuse. C’est pour ça qu’elle a pu aller au Festival de Cannes. Et puis, trois mois après, la maladie a repris. » Dans son autobiographie La Môme cinéma parue en 2024, Danielle Gain lui avait consacré un chapitre : Émilie et Cannes,.
Plusieurs chaînes bouleversent leurs programmes pour lui rendre hommage en France et en Belgique,,,.
Le 9 avril 2025, la ville de Chièvres lui rend un hommage officiel et, à cette occasion, un « espace Émilie Dequenne » est présenté au sein de l'hôtel de ville,.
Lors de la cérémonie d'ouverture du Festival de Cannes le 13 mai 2025, Laurent Lafitte, le maître de cérémonie, lui rend hommage : « Elle est née au Festival de Cannes, sa délicatesse humble et puissante va manquer. J’aimerais dédier cette cérémonie d’ouverture à Émilie Dequenne. »

## Filmographie

### Cinéma
- 1999 : Rosetta des frères Dardenne : Rosetta
- 2001 : Le Pacte des loups de Christophe Gans : Marianne de Morangias
- 2001 : Oui, mais… d'Yves Lavandier : Églantine Laville
- 2002 : Une femme de ménage de Claude Berri : Laura
- 2003 : Mariées mais pas trop de Catherine Corsini : Laurence
- 2004 : L'Américain de Patrick Timsit : Nelly
- 2004 : L'Équipier de Philippe Lioret : Brigitte
- 2004 : Le Pont du roi Saint-Louis (The Bridge of San Luis Rey) de Mary McGuckian : Dona Clara, la comtesse d'Abuirre
- 2005 : Avant qu'il ne soit trop tard de Laurent Dussaux : Aurélia
- 2005 : Les États-Unis d'Albert d'André Forcier : Grace Carson
- 2005 : La Ravisseuse d'Antoine Santana : Charlotte
- 2006 : Le Grand Meaulnes de Jean-Daniel Verhaeghe : Valentine
- 2006 : Écoute le temps d'Alanté Kavaïté : Charlotte
- 2007 : Chacun son cinéma ou Ce petit coup au cœur quand la lumière s'éteint et que le film commence - segment Dans l'obscurité de Jean-Pierre Dardenne : la spectatrice
- 2007 : La Vie d'artiste de Marc Fitoussi : Cora
- 2009 : La Fille du RER d'André Téchiné : Jeanne
- 2010 : J'ai oublié de te dire… de Laurent Vinas-Raymond : Marie
- 2010 : La Meute de Franck Richard : Charlotte Hutter
- 2012 : À perdre la raison de Joachim Lafosse : Murielle
- 2012 : La Traversée de Jérôme Cornuau : Sarah
- 2013 : Möbius d'Éric Rochant : Sandra
- 2014 : Divin Enfant d'Olivier Doran : Sarah
- 2014 : Pas son genre de Lucas Belvaux : Jennifer
- 2015 : Par accident de Camille Fontaine : Angélique
- 2016 : Maman a tort de Marc Fitoussi : Cyrielle
- 2017 : Chez nous de Lucas Belvaux : Pauline Duhez
- 2017 : Les Hommes du feu de Pierre Jolivet : Bénédicte
- 2017 : Au revoir là-haut d'Albert Dupontel : Madeleine Péricourt
- 2019 : Je ne rêve que de vous de Laurent Heynemann : Renée Blum
- 2020 : Les choses qu'on dit, les choses qu'on fait d'Emmanuel Mouret : Louise
- 2022 : IdaHOT, court-métrage de Benoît Pétré : la récitant (voix)
- 2022 : Close de Lukas Dhont : Sophie
- 2023 : Résignation, court-métrage de Christel Henon et Véronique Mériadec : Tanja Berisha
- 2023 : Marinette de Virginie Verrier : la mère de Marinette
- 2023 : La Fille d'Albino Rodrigue de Christine Dory : Marga
- 2023 : Complètement cramé ! de Gilles Legardinier : Odile
- 2023 : Double Foyer de Claire Vassé : Lili
- 2024 : Colocs de choc d'Élodie Lélu : La neurologue
- 2024 : Survivre de Frédéric Jardin : Julia
- 2024 : TKT (T'inquiète) (nl) de Solange Cicurel : Meredith

### Télévision

#### Séries télévisées
- 2004 : Kaamelott (épisode Le Chevalier femme) : Édern de Carmélide
- 2014 : The Missing : Laurence Relaud
- 2016 : Accusé (épisode L'Histoire de Cécile) : Cécile
- 2019 : À l'intérieur de Vincent Lannoo : Camille Perrotti
- 2020 : Un homme ordinaire de Pierre Aknine : Anna-Rose
- 2021 : L'École de la vie d'Elsa Bennett et Hippolyte Dard : Justine Picard
- 2021 : Astrid et Raphaëlle (épisode En garde à vue) : Marissa Martenot
- 2022 : Année Zéro d'Olivier Barma : lieutenante Juliette Kharoub
- 2025 : Capitaine Marleau (épisode La Septième Danse de Josée Dayan) : Véronique Rémonville

#### Téléfilms
- 2002 : Jean Moulin, téléfilm d'Yves Boisset : Lili
- 2007 : Henry Dunant, du rouge sur la croix de Dominique Othenin-Girard : Cécile Thuillier
- 2008 : Charlotte Corday d'Henri Helman : Charlotte Corday
- 2008 : Miroir, mon beau miroir de Serge Meynard : Marion
- 2008 : Rien dans les poches de Marion Vernoux : Judith Miro
- 2010 : Obsession(s) de Frédéric Tellier : Sarah Lisbourne
- 2011 : Mystère au Moulin-Rouge de Stéphane Kappes : Diane Barraud
- 2015 : Souviens-toi de Philippe Venault : Émilie Auclair
- 2017 : La Consolation de Magaly Richard-Serrano : Flavie
- 2018 : Ma mère, le crabe et moi de Yann Samuell : Cathy
- 2019 : Une vie après de Jean-Marc Brondolo : Marion
- 2019 : La Maladroite d'Éléonore Faucher : Emma Saugier

## Théâtre
- 2003 : Lysistrata d'Aristophane, mise en scène de Natacha Gerritsen, avec Philippe Torreton, Rona Hartner, Diane Dassigny
- 2006 : Mademoiselle Julie d'August Strindberg, mise en scène de Didier Long, Théâtre Marigny, Paris : Mademoiselle Julie
- 2010 : Alexandra David-Néel, mon Tibet de Michel Lengliney, mise en scène de Didier Long, Petit Montparnasse, Paris.

## Distinctions

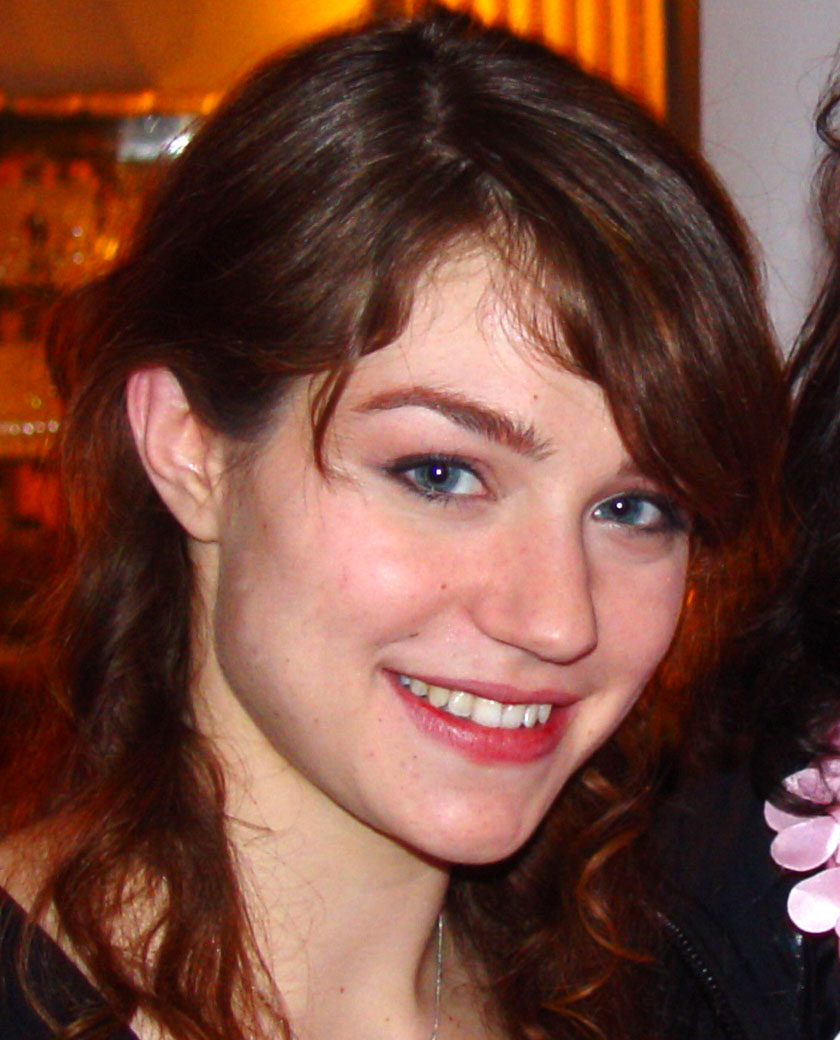
Émilie Dequenne en 2007 pour la pièce de théâtre Mademoiselle Julie.

### Récompenses
- Festival de Cannes 1999 : prix d'interprétation féminine pour Rosetta.
- Prix Joseph-Plateau 2000 : meilleure actrice belge pour Rosetta.
- Association des critiques de cinéma de Chicago 2000 : meilleur espoir féminin pour Rosetta.
- Festival de Cabourg 2001 : Swann d'Or de la révélation féminine pour Le Pacte des loups.
- Festival d'Avanca 2002 : prix d'interprétation féminine pour Oui, mais….
- Festival de Cabourg 2009 : Swann d'Or de la meilleure actrice pour La Fille du RER.
- Festival de Taormine 2009 : prix d'interprétation féminine pour La Fille du RER.
- Festival New York City Horror 2010 : prix d'interprétation féminine pour La Meute.
- Festival de Cannes 2012 : section Un certain regard : prix d'interprétation pour À perdre la raison.
- Festival de Palm Springs 2013 : prix FIPRESCI de la meilleure actrice pour À perdre la raison.
- Magritte du cinéma 2013 : meilleure actrice pour À perdre la raison.
- Festival de Cabourg 2014 : Swann d’Or de la meilleure actrice pour Pas son genre.
- Magritte du cinéma 2015 : meilleure actrice pour Pas son genre.
- Magritte du cinéma 2018 : meilleure actrice pour Chez nous.
- César 2021 : meilleure actrice dans un second rôle pour Les choses qu'on dit, les choses qu'on fait.
- Festival de Cabourg 2021 : Swann d'Or de la meilleure actrice pour Les choses qu'on dit, les choses qu'on fait.
- Magritte 2023 : meilleure actrice dans un second rôle pour Close.

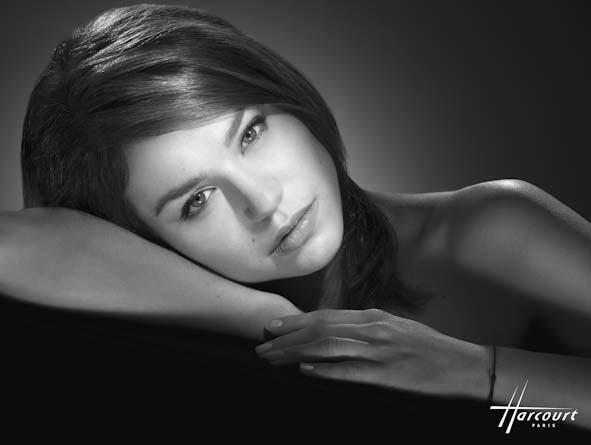
Émilie Dequenne par le studio Harcourt en 2009.

### Nominations
- Prix du cinéma européen 1999 : meilleure actrice à la pour Rosetta.
- César 2000 : meilleur espoir féminin pour Rosetta.
- César 2003 : meilleur espoir féminin pour Une femme de ménage.
- Prix Joseph-Plateau 2004 : pour Mariées mais pas trop.
- César 2005 : meilleure actrice dans un second rôle pour L'Équipier.
- Prix du cinéma européen 2012 : meilleure actrice pour À perdre la raison.
- Satellite Awards 2012 : meilleure actrice pour À perdre la raison.
- Globes de Cristal 2013 : meilleure actrice pour À perdre la raison.
- César 2015 : meilleure actrice pour Pas son genre
- Lumières 2015 : meilleure actrice pour Pas son genre.
- Globes de Cristal 2015 : meilleure actrice pour Pas son genre
- Magritte 2022 : meilleure actrice dans un second rôle pour Les choses qu'on dit, les choses qu'on fait.

## Pour approfondir